# The Pirates! Band of Misfits
The Pirates! Band of Misfits (in een aantal landen uitgebracht als The Pirates! In an Adventure with Scientists) is een Amerikaans-Britse klei-animatiefilm uit 2012. Het is de eerste klei-animatiefilm die in 3D werd uitgebracht. De film werd geproduceerd door Aardman Animations en Sony Pictures Animation. Het verhaal is gebaseerd op twee boeken van de Britse schrijver Gideon Defoe.

## Synopsis
Een groep onervaren zeerovers gaat op pad om schepen te plunderen. De kapitein wil namelijk een prijs winnen voor beste piraat van het jaar. Na een aantal waardeloze schepen te hebben aangevallen kapen ze de Beagle, het schip van Charles Darwin.

## Stemmen
- Hugh Grant - Kapitein
- Salma Hayek - Cutlass Liz
- Jeremy Piven - Black Bellamy
- Imelda Staunton - Queen Victoria
- David Tennant - Charles Darwin
- Martin Freeman - Pirate with a Scarf
- Lenny Henry - Peg-Leg Hastings
- Brendan Gleeson - Pirate with Gout
- Ashley Jensen - Surprisingly Curvaceous Pirate
- Brian Blessed - Pirate King
- Russell Tovey - Albino Pirate

## Nederlandse stemmen
- De Piratenkapitein: Daniël Boissevain
- Piraat #2: Mark van Eeuwen
- Langzwaard Liz: Nicolette Kluijver
- Koningin Victoria: Karin Bloemen
- Albino Piraat: Levi van Kempen
- Charles Darwin: Horace Cohen
- Black Bellamy: Jeroen van Inkel

## Vlaamse stemmen
- De Piratenkapitein: Bruno Vanden Broecke
- Piraat #2: Sean Dhondt
- Kromzwaard Lizzie: Evelien Bosmans
- Koningin Victoria: Camilia Blereau
- Charles Darwin: Jonas Van Geel
- Tom Van Bauwel
- Ivan Pecnik
- Vincent Banić
- Titus De Voogdt
- Ludo Hellinx
- Mieke Dobbels
- Warre Borgmans